# ハーヴグーヴァ
ハフグファまたはハーヴグーヴァ（古ノルド語: hafgufa．haf '海' + gufa '蒸気'; 意訳：「海の湯煙」）は、北洋の海域にいたという伝説上の巨鯨種、巨魚、あるいはシーモンスター。
近年の研究で、一部のクジラによって行われる特殊な採餌方法を目撃し、これを怪物の一種として解釈したものである可能性が示唆されている（ § 研究の項を参照）。

## 概説
浮上した部分は島と見まごうと言われ、アイスランド付近（グリーンランド海）で見られたと記述されている。さらには伝説的サガの後期本では北アメリカの海域で見られたと、物語が膨らませられている。
古くは13世紀中葉ノルウェーの『王の鏡』に言及があり、『矢のオッドのサガ』の後期稿本（14世紀後半）では、ハーヴグーヴァとリングバック が、いずれも島か岩礁に見える巨大な海の怪物として登場する。しかし、17世紀の文献ではこの二つは、同じ巨獣の別称とされている。
自分の吐瀉物を撒き餌につかっておびきよせた大量の魚類をいっぺんに一飲みにするのだと伝える。似たような描写がラテン版動物寓意譚のアスピドケローネという巨獣について記されており、そのアイスランド語訳（「アスペド」と記述）も現存するので、これがモデルとみなされている。また、島に似た性質と、捕食習性の挿絵が別々に描かれていたことで、2種類いると勘違いされたとの考察がある。
サガの物語の設定では鯨・船・人間も餌とすると噂される怪物だが、グリーンランド海から西南のヘッルランド にむかって航行中に岩礁と間違えハーヴグーヴァの口吻のあいだを船ですり抜けたにすぎなかった。ただしリングバックに上陸した乗組員は落命している。
17世紀の博識者は、聖ブレンダヌス（アイスランドで修道したアイルランド僧）の航海譚に登場する巨魚ヤスコニウスと同一視している。

## 語釈
ハーヴグーヴァ（古ノルド語：hafgufa）が正しい表記であり、サガでははっきりそのように綴られている。
また『スノッリのエッダ』（散文エッダ）でもクジラ目類の名を連ねたスールルのなかに含まれており、異本《ヴォルム写本》では hafgúa と綴る。18世紀の文献では人魚を意味する単語（margúa）の同義がhafgúaだと記載する。
ハーヴグーヴァを「人魚」の類と但し書きしている『王の鏡』の近年の英訳がみられるが、過去の英訳ではクラーケンを同義語として充てていた。
英語でシー＝リーク（"sea-reek"、「海の蒸気」）という意訳名もサガ英訳で使われており、シー＝スチーマー（"sea-steamer"）という英名が散文エッダ英訳にみられる。

## 王の鏡
『王の鏡』（Konungs skuggsjá）は、ノルウェーで13世紀中期に書かれた、名目上は道徳書だが、じっさいにはいろいろな雑学情報がつまっている百科全書的な書物である。父王に息子が助言を仰ぐという問答形式をとっている 。
王を語り手として、アイスランド近海（グリーンランド海）のクジラの色々な種類について細かい説明がある。そして、これらよりもまだまだ巨大な、とても信じがたいような種類がいるのだと、という。そのハーヴグーヴァとは、巨大な「魚」だが、みかけは島の様であった。目撃することは稀だが、必ず二つの場所のいずれかに現れる。王の推察では、2頭の個体しかおらず、それ以上繁殖していないということだった。
王はまた、摂食習性について語っている。ハーヴグーヴァは、吐瀉物で餌となる魚をおびき寄せ、集まると口を閉じて大量捕獲してしまう。
『王の鏡』に言及があることは、17世紀中葉にオーレ・ヴォームと、トマス・バルトリンが相次いで指摘するが これらデンマーク学者は、ハーヴグーヴァを第22種のケトゥース（≈鯨）に分類している。

## 伝説的サガ
『矢のオッドのサガ』の諸本のなかでも14世紀後期に遅く成立した写本に、ハーヴグーヴァの言及がみられる。
サガの物語中では、オッドの息子ヴィグニルがハーヴグーヴァについての伝承を会得していた。曰く、それは最大の海の怪物で、鯨も船も人間も餌とし、口吻部（"口と鼻孔"）を水上に浮上させたまま、潮目が変わるまでじっとしていると説明する。そして彼らの船が間を通りすぎた二つの岩礁は、じつはその怪物の鼻孔部分（嗅覚器）と下顎のあいだだったのだ、と主張している。
オッドらの一行は、 グリーンランド海から陸地に沿って南と西の方角へと、（通説ではカナダの）ヘッルランドのスクッギというフィヨルドを目指していた。その目的地は、「房毛の」オグモンド、別名「エイショールヴ殺しの」オグモンドと呼ばれる仇敵の居場所であった。
その航行中、遭遇したのが2種の海の怪物で、ハーヴグーヴァ（「海蒸気」）は、その上下の顎のあいだを（船員は岩礁の合間と見間違いながら）難なく通り過ぎただけに終わった。もうひとつは リングバックすなわち「ヘザーの[生えた]背」と呼ばれる怪物で、これも海に浮かぶ島に見えた。しかしこちらの島にはオッドの命令で5名が上陸しており、結果、リングバックが潜水したために命を落としている。リングバックは、刊行されている英訳では「ヘザーバック」と意訳するが、「リング」/「ヘザー」すなわちギョリュウモドキやエリカ類の植物が背中に密生していることを指している。

## 類種

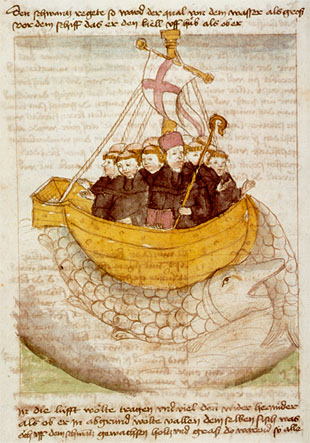
巨魚ヤスコニウスに打ち上げてしまった聖ブレンダヌスのカラフ舟。

アスピドケローネという海の巨獣が『フュシオロゴス』（中世の動物寓意譚）に記載されるが、これがハーヴグーヴァの由来ではないか、との考察がある。
元のアスピドケローネは、より温暖な海域にいる、島のような大ウミガメのことであったが、これを北欧人はアスペド（aspedo）という鯨（hvalr）と理解して、『アイスランド語版フィシオログス』（断片B、第8）に転載したのだという推察だ。
アイスランド語版でも、アスペド鯨は島と見間違えられる性質と、開けた口からはなった芳香性の物質で餌の魚をおびき寄せる習性が描かれているが、ハッルドール・ヘルマンソンは二つの習性が二枚の絵になっていることに着目し、ハーヴグーヴァとリングバックという二つの近似種がいるという錯覚に陥り、それがサガに伝えられた、と提唱している。
しかし逆にデンマークの博学トマス・バルトリンは、『希少生物解剖誌』（Historiarum anatomicarum、第IV部。 1657年）は、これを、ハーヴグーヴァ（'海の蒸気'）とリングバック（'エリカのごとき背'）という別称をもった、ひとつの生き物だとしている。また、聖ブレンダヌスら一行が島と間違えて上陸しミサを読み上げたのもこの鯨の上であろうと断じている。同時代にアイスランド人ヨウン・グズムンドソン（1658年没）も、『アイスランド博物誌』で、同様の事を述べている。島のごとき巨魚の話は、たしかに『聖ブレンダヌスの航海』にみられ、その怪物の名はヤスコニウスであると記される。
ハーヴグーヴァはをクラーケンと同一視したのはハンス・エーイェゼの1729年の著書が先だが、のちモラヴィア出身の聖職者ダーヴィット・クランツの『グリーンランド史』（Historie von Grönland、1765年）でも、ハーヴグーヴァは、当時のノルウェー人の語るクラーケンと同一のものだ、と記述している。それがのちに通説のようになってしまったことについて、フィンヌル・ヨウンスソンは懐疑を示しており、クラーケンはおそらくイカの類であり、ハーヴグーヴァに遡及できまいとしている。

## 研究
2023年に発表された研究論文で、ハーヴグーヴァやアスピドケローネの特徴として語られる『自分の吐瀉物を撒き餌につかい、おびきよせた大量の魚類を一度に丸飲みする』という描写が、実際のクジラによって行われる"トラップフィーディング"と呼ばれる特殊な採餌方法を目撃し、これに着想を得た（あるいは、その様子を怪物によるものと解釈した）ものではないかと指摘された。クジラによるトラップフィーディングが動物学の世界で正式に報告されたのは2011年で、この報告に着目したオーストラリアフリンダース大学の研究者らにより、ハーヴグーヴァの伝承と、実際のクジラによって行われる採餌方法との顕著な類似点が指摘された。